# 6664 Tennyo
A 6664 Tennyo (ideiglenes jelöléssel 1993 CK) a Naprendszer kisbolygóövében található aszteroida. Kobajasi Takao fedezte fel 1993. február 14-én.